# Xylographus rufescens
Xylographus rufescens is een keversoort uit de familie houtzwamkevers (Ciidae). De wetenschappelijke naam van de soort werd in 1921 gepubliceerd door Maurice Pic.